# 1870年7月31日，國王威廉一世啟程參軍
《1870年7月31日，國王威廉一世啟程參軍》（德語：Abreise König Wilhelms I. zur Armee am 31. Juli 1870）是德国艺术家阿道夫·冯·门采尔创作于1871年的布面油画。它描绘了普法战争前发生在柏林菩提树下大街上的场景，人群在普鲁士国王威廉一世乘坐敞篷马车前往战争前线之前向他致敬。自1881年以来，这幅画收藏于柏林的旧国家美术馆。

## 背景
1870年夏天，门采尔在瑞士度假，普法战争爆发后他启程回国。1870年7月31日，他坐在柏林菩提树下大街一楼的一家餐厅里，目睹了国王启程参军。门采尔写道，他用左手画了这幅画，一如他关于腓特烈二世的系列作品。 
值得注意的是，原本是左撇子的门采尔已经学会了用双手同样出色地工作的能力。由于构图光线的原因，他选择了右手进行初画，左手进行绘画部分。马克斯·乔丹假定画家的位置位于菩提树大街南侧，靠近俄罗斯大使馆，距离勃兰登堡门不远。但右侧的新巴洛克式外墙并不匹配。这种当时现代风格的华丽建筑正在弗里德里希大街上建造。当时菩提树下大街盛行晚期古典风格。在其他地方，据说门采尔报道说，“1870年7月31日，他在去理发店的路上突然看到菩提树下大街上国王的马车。告别的浪潮和各种呼喊声会让他清楚地知道威廉即将离开首都，前往在莱茵河上行进的部队。”

## 描述
在这幅画中，门泽尔以强烈的透视构图描绘了柏林的菩提树下大道。一大群人为普鲁士国王威廉一世欢呼，他坐在他妻子旁边的一辆马车上，正驶向勃兰登堡门，前往柏林波茨坦火车站。威廉作为北德意志邦联和南德意志各邦军队的总司令前往战区，此时德军在莱茵河两岸的部署已接近完成。柏林宫位于这幅画的背景中，但其他皇家建筑，例如皇家歌剧院根本没有出现。而最近竣工的红色市政厅的塔楼则被画得更加清晰，这表明战争胜利后资产阶级的重要性日益增强（门泽尔于战后的1871年完成了这幅画）。阴影中的城堡和市政厅是唯一可以清晰辨认的建筑。另一方面，图片右边缘的资产阶级立面是虚构的，由于从下方看去的强烈视野，其几乎垂直的透视檐口线显得过大。这些建筑立面代表了经济上升时期自我庆祝的资产阶级的繁荣。
图中一阵强风吹过街道，吹动了爱国旗帜的装饰。菩提树大街上的旗帜不仅有交织在一起的邦联旗帜，还有黑白相间的普鲁士国旗，但这些旗帜几乎没有旋转。一个特别之处是易于辨认的红十字会旗帜，它几乎位于画作的消失点。门泽尔在这里指的是战争的受害者，这对他来说一直很重要。他的一些绘画和水彩画涉及这些问题。
在人群的服从、欢呼和欢呼声中，君主的白线马车形成了鲜明的对比，吸引了观众的注意力。国王将右手放在尖刺头盔上行礼，而在真实场景中他戴着一顶简单的“旅行者帽”；他的妻子奥古斯塔强忍着泪水，用手帕挡住脸。有些人物转身离开国王，忙着其他事情，有些人物清晰可辨。这幅画的买家、银行家、门泽尔的朋友马格努斯·赫尔曼据说和他的妻子在后阳台上。赫尔曼的女儿克拉拉和她的丈夫、画家阿尔伯特·赫特尔也可以在右前方看到。前景中的男子背对着事件，戴着一顶明显浅色的帽子，似乎正在一张纸上画着什么，历史学家苏珊·德雷克斯勒认为他是门泽尔的自画像。